# 마쓰다이라 시게카쓰
마쓰다이라 시게카쓰(일본어: 松平重勝, 1549년 ~ 1621년 1월 6일)는 아즈치모모야마 시대부터 에도 시대 전기까지의 무장, 다이묘이다. 에치고 산조번주, 시모사 세키야도 번주, 도토미 요코스카 번 초대 번주를 지냈다. 노미 마쓰다이라가 제4대 당주.
| 전임 마쓰다이라 시게요시 | 제4대 노미 마쓰다이라가 당주 1580년 ~ 1620년 | 후임 마쓰다이라 시게타다 |

| 전임 호리 나오키요 | 산조번 번주 (노미 마쓰다이라가) 1612년 ~ 1616년 | 후임 이치하시 나가카쓰 |

| 전임 마쓰다이라 다다요시 | 세키야도 번 번주 (노미 마쓰다이라가) 1617년 ~ 1619년 | 후임 오가사와라 마사노부 |

| 전임 오스가 다다쓰구 | 제1대 요코스카 번 번주 (노미 마쓰다이라가) 1619년 ~ 1620년 | 후임 마쓰다이라 시게타다 |